# 虞家河乡
虞家河乡，是中华人民共和国江西省九江市濂溪区下辖的一个乡镇级行政单位。

## 行政区划
虞家河乡下辖以下地区：
虞家河集镇社区、开天村、民生村、鲁板村、郭桥村、东光村、山湖村、大桥村和虞家河乡林牧场生活区。